# Asterix i Amerika
Asterix i Amerika er en tysk film fra 1994 og den blev instrueret af Gerhard Hahn.

## Medvirkende
- John Rye som Fortæller
- Craig Charles som Asterix
- Howard Lew Lewis som Cæsar
- Geoffrey Bayldon som Getafix
- Christopher Biggins som Lucullus